# Eurolophosaurus
Eurolophosaurus — рід ігуаноподібних ящірок родини Tropiduridae. Представники цього роду є ендеміками Бразилії.

## Види
Рід Eurolophosaurus нараховує 3 види:
- Eurolophosaurus amathites (Rodrigues, 1984)
- Eurolophosaurus divaricatus (Rodrigues, 1986)
- Eurolophosaurus nanuzae (Rodrigues, 1981)

## Етимологія
Наукова назва роду Eurolophosaurus походить від сполучення слів дав.-гр. ευρος — східний, λοφος — гребінь, чуб і σαυρος — ящірка.